# Turingi
Turingi ili Toringi (njem. Thüringer) su bili germansko pleme čiji prvi spomen datira od 280. kada su se pojavili u gorju Harz, na području koje je kasnije po njima dobilo ime Tiringija. Vjeruje se da su ispunili prazninu nastalu migracijom Alemana na jugozapad u Alemaniju, dok dio povjesničara vjeruje da je riječ o ostacima ranijih germanskih plemenskih saveza, uključujući Hermandure.
Turingi su djelomično pokršteni u 5. stoljeću, a krajem 5. stoljeća uspostavili vlastitu državu koja je svoj maksimalni teritorijalni opseg imala početkom 6. stoljeća, prije nego što su je 531. – 532. pokorili Franci. Antropološka analiza posmrtnih ostataka u tirinškim grobovima je, pak, ukazala na veliki broj Huna, pa se pretpostavlja da su Tiringi ili uzimali hunske žene ili grobove. Na temelju nakita se zaključilo da su Tiringi imali dobre veze s Langobardima i Ostrogotima, odnosno uzimali njihove žene za supruge.
Krajem 7. stoljeća su se Tiringi pobunili protiv franačke vlasti i pod Radulfom uspostavili novu državu. Pred kraj istog stoljeća dio njihove teritorija je došao pod vlast Saksonaca. U 8. stoljeću su ponovno pod franačkom vlašću, a Sveti Bonifacije ih je podvrgao novom pokrštavanju. Posljednji put se kao zasebni entitet spominju kada je njihov vođa Hadrad 785-786. vodio neuspjeli ustanak protiv Karla Velikog.